# زبان میراندی

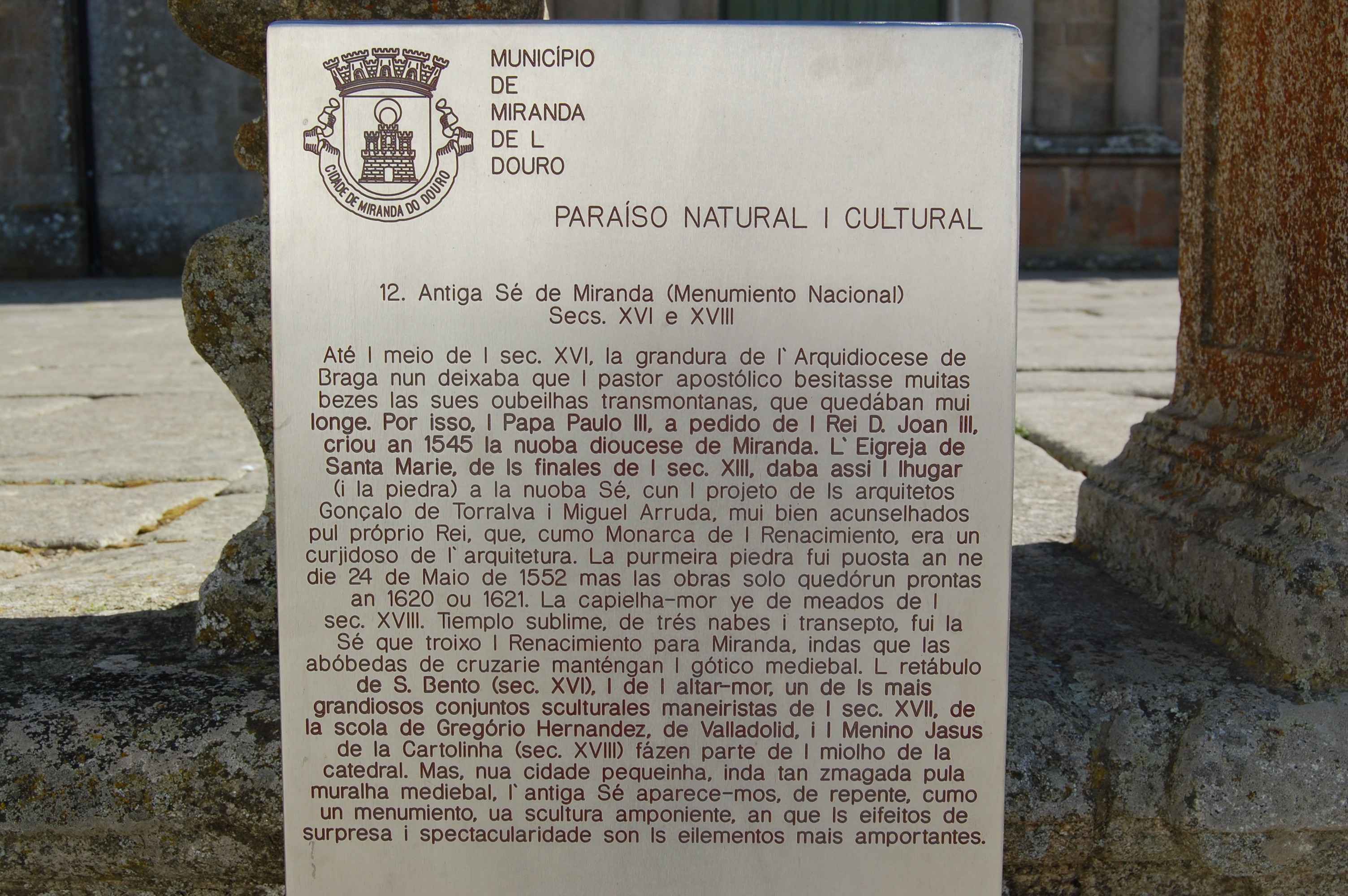
تابلوی عمومی دربارهٔ تاریخ میراندا به زبان

زبان میراندی از زبان‌های رومی‌تبار رایج در کشور پرتغال است که به زیرمجموعهٔ زبان‌های آستوری-لئونی تعلق دارد. این زبان در حدود ۱۵٬۰۰۰ تن گویشور دارد که در نواحی کوچکی از شمال شرق پرتغال به‌سر می‌برند. پارلمان پرتغال در سال ۱۹۹۸ قانون رسمی شدن این زبان برای امور ناحیه‌ای و بومی را تصویب کرده‌است. از سال ۱۹۷۶ این زبان در مدارس به دانش‌آموزان ده و یازده ساله آموزش داده می‌شود و به نوعی این زبان بازیابی شد. با وجود اینکه از ۱۵٬۰۰۰ نفر گویشور این زبان تنها ۵۰۰۰ تن به میراندی به‌عنوان زبان مادری حرف می‌زنند، اما در فهرست زبان‌های در معرض خطر قرار ندارد.